# Imperio

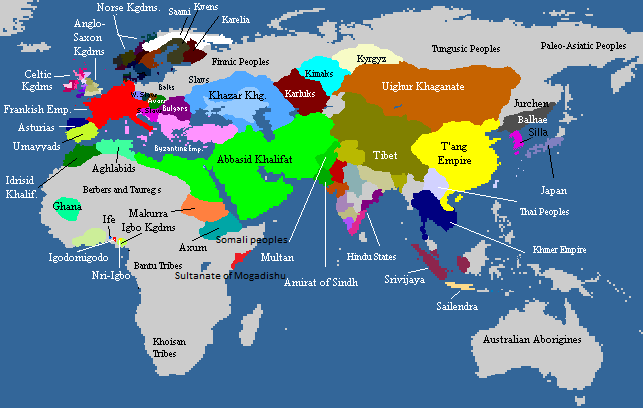
Mapa del 820 mostrando al Imperio carolingio en rojo, Imperio bizantino en rosado, Imperio jázaro en azul claro, Califato árabe abasí en verde, Imperio uigur en marrón, Imperio chino en amarillo, Imperio tibetano en verde musgo y el Imperio jemer en azul oscuro.

Un imperio (del latín, imperium) es una "unidad política" formada por varios territorios y pueblos, "generalmente creada por conquista, y dividida entre un centro dominante y periferias subordinadas". El centro del imperio (a veces denominado metrópoli) ejerce el control político sobre las periferias. Dentro del imperio, existe una no equivalencia entre las distintas poblaciones que tienen diferentes conjuntos de derechos y son gobernadas de manera desigual. Definido en un sentido estricto, un imperio es un Estado soberano cuyo jefe de Estado es un emperador; pero no todos los estados con territorio agregado bajo el gobierno de autoridades supremas se llaman imperios o son gobernados por un emperador; ni todos los estados que se autodenominan como imperios han sido aceptados como tales por otros estados contemporáneos o historiadores (el Imperio Centroafricano y algunos reinos anglosajones de Inglaterra son ejemplos).
Han existido imperios "antiguos y modernos, centralizados y descentralizados, ultrabrutales y relativamente benignos". Es importante distinguir entre los imperios terrestres formados únicamente por territorios contiguos, como el Imperio austrohúngaro o el Imperio mongol; y los creados por el poder marítimo, que incluyen territorios muy alejados del país "de origen" del imperio, como el Imperio cartaginés , el imperio español o el Imperio británico. Aparte del uso más formal, la palabra imperio también puede utilizarse coloquialmente para referirse a una empresa comercial a gran escala (por ejemplo, una corporación transnacional), una organización política controlada por un solo individuo (un jefe político) o un grupo (jefes políticos). El concepto de imperio se asocia a otros conceptos como imperialismo, colonialismo y globalización, refiriéndose el imperialismo a la creación y mantenimiento de relaciones desiguales entre naciones y no necesariamente a la política de un estado dirigido por un emperador o emperatriz. Se utiliza la palabra imperio a menudo como término para describir el desagrado ante situaciones de prepotencia.

## Definición
Un imperio es un conjunto de muchos estados o territorios separados bajo un gobernante supremo o una oligarquía. Esto contrasta con una federación, que es un estado extenso compuesto voluntariamente por estados y pueblos  autónomos. Un imperio es una gran entidad política que gobierna territorios fuera de sus fronteras originales.
Las definiciones de lo que constituye física y políticamente un imperio varían. Puede tratarse de un estado que afecta a las políticas imperiales o a una determinada estructura política. Los imperios suelen estar formados por diversos componentes étnicos, nacionales, culturales y religiosos. 'Imperio' y 'colonialismo' se utilizan para referirse a las relaciones entre un estado o sociedad poderosa frente a otra menos poderosa; Michael W. Doyle ha definido el imperio como "el control efectivo, ya sea formal o informal, de una sociedad subordinada por parte de una sociedad imperial".
Tom Nairn y Paul James definen los imperios como políticas que "extienden las relaciones de poder a través de espacios territoriales sobre los que no tienen soberanía legal previa o dada, y donde, en uno o más de los dominios de la economía, la política y la cultura, obtienen alguna medida de hegemonía extensiva sobre esos espacios con el propósito de extraer o acumular valor". Rein Taagepera ha definido un imperio como "cualquier entidad política soberana relativamente grande cuyos componentes no son soberanos".
El análogo marítimo del imperio terrestre es la talasocracia, un imperio compuesto por islas y costas accesibles a su patria terrestre, como la Liga Délica dominada por los atenienses.
Además, los imperios pueden expandirse tanto por tierra como por mar. Stephen Howe señala que los imperios por tierra pueden caracterizarse por la expansión sobre el terreno, "extendiéndose directamente hacia el exterior desde la frontera original" mientras que un imperio por mar puede caracterizarse por la expansión colonial y la construcción del imperio "mediante una armada cada vez más poderosa".
Sin embargo, a veces un imperio es sólo una construcción semántica, como cuando un gobernante asume el título de "emperador". Aquella entidad política sobre la que reina el gobernante se convierte, lógicamente, en un "imperio", a pesar de no tener territorio ni hegemonía adicional. Ejemplos de esta forma de imperio son el Imperio Centroafricano, el Imperio Mexicano, o el Imperio Coreano proclamado en 1897 cuando Corea, lejos de ganar nuevo territorio, estuvo a punto de ser anexionada por el Imperio de Japón, uno de los últimos en utilizar el nombre oficialmente. Entre los últimos estados del siglo XX conocidos como imperios en este sentido están el Imperio Centroafricano, Etiopía, Vietnam, Manchukuo, Rusia, Alemania y Corea.
Los estudiosos distinguen los imperios de los estados-nación. En un imperio, existe una jerarquía por la que un grupo de personas (normalmente, la metrópoli) tiene el mando sobre otros grupos de personas, y hay una jerarquía de derechos y prestigio para los diferentes grupos de personas. Josep Colomer distinguió entre imperios y estados-nación de la siguiente manera:
- Los imperios eran mucho más grandes que los estados
- Los imperios carecían de fronteras fijas o permanentes, mientras que un Estado tenía fronteras fijas
- Los imperios tenían un "compuesto de diversos grupos y unidades territoriales con vínculos asimétricos con el centro" mientras que un estado tenía "autoridad suprema sobre un territorio y una población"
- Los imperios tenían jurisdicciones multinivel y superpuestas mientras que un estado buscaba el monopolio y la homogeneización[15]

## Historia del imperialismo
Stephen Howe escribe que, con la excepción de los estados romano, chino y "quizás del antiguo Egipto", los primeros imperios rara vez sobrevivieron a la muerte de su fundador y, por lo general, su alcance se limitaba a la conquista y la recaudación de tributos, lo que tenía poco impacto en la vida cotidiana de los habitantes.